# وویوودکی گورنه
وویوودکی گورنه (به لاتین: Wojewódki Górne) یک روستا در لهستان است که در گمینا بیلانه واقع شده‌است.